# 구독
구독(駒督, ?~기원전 32년) 또는 구보(駒普)는 전한 후기의 관료이다.
아버지 구기의 뒤를 이어 기후(騏侯)에 봉해졌다.
건시 원년(기원전 32년), 태상에 임명되었다. 작위는 아들 구숭이 이었다.

## 출전
- 반고, 《한서》 권17 경무소선원성공신표·권19하 백관공경표 下

| 전임 임천추 | 전한의 태상 기원전 32년 | 후임 유경기 |

| 선대 아버지 구기 | 전한의 기후 ?~기원전 32년 | 후대 아들 기희후 구숭 |